# 산발렌티노토리오
산발렌티노토리오(이탈리아어: San Valentino Torio)는 이탈리아 캄파니아주 살레르노도에 있는 코무네이다.